# Han Myung-sook
Han Myung-sook (Han Miung Suk) (kor. 한명숙, ur. 24 marca 1944 w Heijō (obecnie Pjongjang)) – południowokoreańska polityk, deputowana z ramienia partii Uri. Premier Korei Południowej od 20 kwietnia 2006 do 7 marca 2007.
Han Myung-sook studiowała literaturę francuską na uniwersytecie Ehwa. W 2001 otrzymała stanowisko minister ds. równości płci i środowiska. W 2006 prezydent Roh Moo-hyun powierzył jej misję utworzenia nowego rządu po rezygnacji premiera Lee Hae-chana. Han Myung-sook jest pierwszą kobietą na stanowisku premiera Korei Południowej, lecz nie pierwszą kobietą kierującą rządem Korei Południowej, gdyż w 2002 roku przez kilkanaście dni obowiązki premiera pełniła Chang Sang.
7 marca 2007 podała się do dymisji po wystąpieniu prezydenta Roh Moo-hyuna z partii Uri.